# Primærrute 28
Primærrute 28 er en hovedvej, der går tværs over Jylland mellem Snoghøj ved Lillebælt og Lemvig ved Limfjorden.
Primærrute 28 starter fra Sekundærrute 161/Kolding Landevej i Snoghøj passerer vest om Fredericia, forbi Børkop og videre gennem Vejle, til Grindsted.
I Grindsted forsætter rute 28 mod nord forbi Skjern og Ringkøbing for at  slutte ved mødet med Sekundærrute 513 i udkanten af Lemvig.
Rute 28 har en længde på ca. 182 km.

## Fremtidigt forløb
Vejdirektoratet er i gang med at bygge en ny motortrafikvej mellem Vandel og Bredsten, som forventes åbnet i 2012. Vejen bliver bygget som 2+1-vej, parallelt med den eksisterende landevej. Efter åbningen vil primærrute 28 blive flyttet over på den nye vej.
Vejle Kommune er ved at planlægge en ny motortrafikvej mellem Ødsted og E45, kaldet "Borgmestervejen". Når den åbner vil primærrute 28 blive omlagt, så den fra Bredsten følger landevej 510, Vingstedvej, indtil Ødsted, og herfra følger den nye vej. Primærrute 28 vil slutte i et tilslutningsanlæg til Østjyske Motorvej.
For at ruten fra Bredsten til Snoghøj ikke skal være uden rute, bliver sekundærrute 473 forlænget fra dens nuværende afslutning nær Gadbjerg til Østjyske Motorvejs tilslutningsanlæg 61. Fra Gadbjerg til Bredsten vil rute 473 forløbe sammen med rute 176, og fra Bredsten vil den så følge den nuværende rute 28. Strækningen fra Østjyske Motorvej til Snoghøj vil blive til sekundærrute 174.